# Circonscription de Holt
La circonscription de Holt est une circonscription électorale australienne dans la banlieue sud-est de Melbourne au Victoria. La circonscription a été créée en 1969 et porte le nom de Harold Holt qui a été Premier ministre d'Australie de 1966 à 1967. Elle comprend les quartiers de Cranbourne, Doveton, Hampton Park, Endeavour Hills, Narre Warren Hallam. Bien qu'elle ait souvent été détenus par le Parti travailliste australien, elle est devenue très tangente à l'élection de 2004 mais est redevenue plus sûre à l'élection de 2007.

## Représentants
| Nom                | Parti        | Période de mandat |
| ------------------ | ------------ | ----------------- |
| Len Reid           | Libéral      | 1969-1972         |
| Max Oldmeadow      | Travailliste | 1972–1975         |
| William Yates      | Libéral      | 1975-1980         |
| Michael Duffy      | Travailliste | 1980–1996         |
| Gareth Evans       | Travailliste | 1996–1999         |
| Anthony Byrne      | Travailliste | 1999–2022         |
| Cassandra Fernando | Travailliste | 2022–en cours     |